# Agnete von Prangen
Agnete von Prangen (27. juni 1880 i København – 12. april 1968) var en dansk skuespillerinde og manuskriptforfatter.
Agnete von Prangen var uddannet på Det kongelige Teaters elevskole og debuterede derefter som 21-årig på Det Kongelige Teater. I 1904 kom hun til Folketeatret, hvor hun var indtil 1914, hvor hun var tvunget til at trække sig tilbage på grund af et dårligt hjerte. Hun filmdebuterede i 1910 i filmen Kærlighed og Venskab af instruktør Eduard Schnedler-Sørensen og medvirkede derefter i over 30 stumfilm, alle for Nordisk Film og ofte i hovedrollen. Hun havde ellers forsvoret at ville indspille film, da hun var gift med August Blom og ikke ville opfattes som hun blot kom der, fordi hun var instruktørens hustru.
Agnete von Prangen blev gift med August Blom i 1908, men ægteskabet blev opløst otte år senere. Under ægteskabet tog hun navnet Agnete Blom; efter bruddet tog hun sit pigenavn tilbage. Hun døde den 12. april 1968, 87 år gammel, og ligger begravet på Ordrup Kirkegård.

## Filmografi

### Som manuskriptforfatter
Som Agnete Blom:
- Arbejdet adler (instruktør Robert Dinesen, 1914)
- Forbandelsen (ubekendt instruktør, 1914)
- Nattens Gaade (instruktør Hjalmar Davidsen, 1915)
- Børnevennerne (instruktør Holger-Madsen, 1916)

som Agnete von Prangen:
- Syndens Datter (instruktør August Blom, 1916)
- For Barnets Skyld (instruktør Robert Dinesen, 1918)
- Livets Omskiftelser (instruktør Robert Dinesen, 1919)
- Konkurrencen (instruktør Robert Dinesen, 1919)

### Som skuespillerinde
Som Agnete Blom:
- Kærlighed og Venskab (som Yvonne Breville, Edits veninde; instruktør Eduard Schnedler-Sørensen, 1912)
- Dødens Brud (som Aase, etatsrådindens datter; instruktør August Blom, 1912)
- Manegens Stjerne (som Mirza, skolerytterske; instruktør Leo Tscherning, 1912)
- Shanghai'et (som Mary, cafeværtens datter; instruktør Eduard Schnedler-Sørensen, 1912)
- Hans første Honorar (instruktør August Blom, 1912)
- Montmartrepigen (som Molly, James' kone; ubekendt instruktør, 1912)
- Operabranden (som Agnete; instruktør August Blom, 1912)
- Under Blinkfyrets Straaler (som Elly, fyrmesterens datter; instruktør Robert Dinesen, 1913)
- Den store Operation (som Addy, Qvales datter; instruktør Robert Dinesen, 1913)
- Hjælpen (som Grethe, Axels kone; instruktør Robert Dinesen, 1913)
- Manden med Kappen (som Lucy, enkebaronessens datter; instruktør Robert Dinesen, 1913)
- Troløs (som Mrs. Brandon; instruktør August Blom, 1913)
- Tøffelhelten (som Nana, Carls hustru; instruktør Robert Dinesen, 1914)
- Drankersken (som Ada von Junghaus; instruktør Hjalmar Davidsen, 1915)
- Man skal ikke skue Hunden paa Haarene (instruktør Sofus Wolder)
- Mysteriet paa Duncan Slot (instruktør George Schnéevoigt, 1916)

som Agnete von Prangen:
- Syndens Datter (som Gerd Vaine, et uægte barn; instruktør August Blom, 1916)
- Naar Hjerterne kalder (som Ilse, Bøhmes datter; instruktør Hjalmar Davidsen, 1916)
- Letsindighedens Løn (som Tenna, Sparres hustru; instruktør Robert Dinesen, 1916)
- Kornspekulantens Forbrydelse (som Ida von Altburg; instruktør Robert Dinesen, 1916)
- Guldets Gift (som fru Klara Breide; instruktør Holger-Madsen, 1916)
- Fiskerlejets Datter (som Grethe, Kruses datter; instruktør Hjalmar Davidsen, 1917)
- Den ny Rocambole (som Grevinde Kythia von Karlowitz; instruktør Robert Dinesen, 1917)
- Lykkens Budbringer (som Alette Welin, arbejderske på fabrik; instruktør Alexander Christian, 1918)
- Blomsterpigens Hævn (som Beate, berømt varietésangerinde; instruktør Hjalmar Davidsen, 1918)
- For Barnets Skyld (som Lill Burnes, danserinde; instruktør Robert Dinesen, 1918)
- Livets Omskiftelser (som Missy, Helwegs datter; instruktør Robert Dinesen, 1919)
- Fattigdrengen (som Vina Cavallotti, skuespillerinde; instruktør Alexander Christian, 1919)
- Konkurrencen (som Inga Friis, ung enkefrue; instruktør Robert Dinesen, 1919)